# Kategoria Superiore 2014-2015
La Kategoria Superiore 2014-2015 è stata la 76ª edizione della massima serie del campionato albanese di calcio. La stagione è iniziata il 23 agosto 2014 e si è conclusa il 16 maggio 2015. Lo Skënderbeu è il detentore del trofeo.

## Novità
Apolonia Fier e KF Elbasani sono state promosse dalla Kategoria e Parë, al posto delle retrocesse Besa Kavajë, Kastrioti, Lushnja e B. Ballshi.

## Regolamento
La squadra campione è ammessa al secondo turno di qualificazione della UEFA Champions League 2015-2016.

La seconda e la terza classificata sono ammesse al primo turno di qualificazione della UEFA Europa League 2015-2016.

Le ultime due classificate sono retrocesse direttamente in Kategoria e Parë.

## Squadre partecipanti
| Club              | Città   | Stadio                | Posizione 2013-2014          |
| ----------------- | ------- | --------------------- | ---------------------------- |
| Apolonia Fier     | Fier    | Stadiumi Loni Papuçiu | 1º posto in Kategoria e Parë |
| Elbasani          | Elbasan | Ruzhdi Bizhuta        | 2º posto in Kategoria e Parë |
| Flamurtari Valona | Valona  | Stadio Flamurtari     | 7º posto                     |
| Kukësi            | Kukës   | Stadio Zeqir Ymeri    | 2º posto                     |
| Laçi              | Laç     | Stadio Laçi           | 3º posto                     |
| Partizani Tirana  | Tirana  | Stadio Qemal Stafa    | 5º posto                     |
| Skënderbeu        | Coriza  | Stadio Skënderbeu     | Campione d'Albania           |
| Teuta             | Durazzo | Stadio Niko Dovana    | 4º posto                     |
| Tirana            | Tirana  | Stadio Qemal Stafa    | 6º posto                     |
| Vllaznia          | Scutari | Stadio Loro-Boriçi    | 8º posto                     |

## Classifica
|                    | Pos. | Squadra           | Pt | G  | V  | N | P  | GF | GS | DR  |
| ------------------ | ---- | ----------------- | -- | -- | -- | - | -- | -- | -- | --- |
| Albania (bandiera) | 1.   | Skënderbeu        | 79 | 36 | 24 | 7 | 5  | 58 | 18 | +40 |
|                    | 2.   | Kukësi            | 75 | 36 | 23 | 6 | 7  | 59 | 26 | +33 |
|                    | 3.   | Partizani Tirana  | 73 | 36 | 22 | 7 | 7  | 42 | 24 | +18 |
|                    | 4.   | Tirana            | 71 | 36 | 21 | 8 | 7  | 47 | 28 | +19 |
|                    | 5.   | Laçi              | 69 | 36 | 20 | 9 | 7  | 46 | 19 | +27 |
|                    | 6.   | Flamurtari Valona | 38 | 36 | 10 | 8 | 18 | 28 | 37 | -9  |
|                    | 7.   | Vllaznia          | 35 | 36 | 11 | 5 | 20 | 27 | 41 | -14 |
|                    | 8.   | Teuta             | 29 | 36 | 9  | 2 | 25 | 31 | 54 | -23 |
|                    | 9.   | Apolonia Fier     | 25 | 36 | 7  | 4 | 25 | 19 | 56 | -37 |
|                    | 10.  | Elbasani          | 14 | 36 | 4  | 2 | 30 | 19 | 74 | -55 |

Legenda:

      Campione di Albania e ammessa alla UEFA Champions League 2015-2016

      Ammesse alla UEFA Europa League 2015-2016

      Retrocesse in Kategoria e Parë 2015-2016

Note:

Tre punti a vittoria, uno a pareggio, zero a sconfitta.

## Risultati
|                   | ApF     | Elb     | FlV     | Kuk     | Lac     | PaT     | Ske     | Teu     | KFT     | Vll     |
| Apolonia Fier     |         | 0-1 4-1 | 1-1 2-1 | 0-1 2-2 | 0-2 1-4 | 1-0 0-2 | 0-0 0-1 | 1-0 2-1 | 0-3 0-2 | 0-1 2-0 |
| Elbasani          | 2-0 0-1 |         | 0-2 0-1 | 0-2 0-4 | 0-2     | 0-1 0-3 | 0-1 1-4 | 1-5 1-0 | 2-3 1-3 | 1-4 1-1 |
| Flamurtari Valona | 3-0 1-0 | 2-0 2-1 |         | 0-1 0-2 | 1-1 0-2 | 1-0 0-1 | 1-1 0-1 | 2-1     | 0-0 1-2 | 0-0 3-0 |
| Kukësi            | 0-0 2-1 | 3-0     | 2-0 4-0 |         | 1-0 0-0 | 0-1 3-0 | 1-0 0-1 | 1-0 5-2 | 1-0 4-1 | 2-1 1-0 |
| Laçi              | 3-1 2-0 | 1-0 2-0 | 1-1 2-1 | 0-0 2-1 |         | 1-1     | 0-2 1-0 | 3-0 1-0 | 2-0 3-0 | 3-0 1-0 |
| Partizani Tirana  | 1-0     | 1-0 4-1 | 0-0 2-1 | 2-0 1-1 | 2-0 1-0 |         | 1-0 0-0 | 2-0 2-1 | 2-0 2-2 | 0-1 1-0 |
| Skënderbeu        | 6-0 1-0 | 1-0 5-1 | 1-0 2-0 | 2-0 1-1 | 2-0 0-0 | 3-0 5-2 |         | 3-2 4-2 | 0-0 1-0 | 3-0 3-1 |
| Teuta             | 1-0     | 0-2 1-0 | 1-0     | 0-3 0-1 | 0-0 1-3 | 0-1     | 2-0 0-1 |         | 0-1 0-0 | 0-1 2-1 |
| Tirana            | 3-0 2-0 | 2-1 2-0 | 1-0     | 3-1 2-0 | 0-0 1-0 | 0-0 1-2 | 2-0 0-0 | 4-2 1-0 |         | 1-0 2-1 |
| Vllaznia          | 2-0     | 1-0 1-1 | 1-0 1-1 | 1-2     | 1-0 0-1 | 0-1 1-0 | 0-1 0-2 | 1-2 1-0 | 1-1 0-1 |         |

## Statistiche e record

### Classifica marcatori
| Gol |  |  | Giocatore          | Squadra          |
| --- |  |  | ------------------ | ---------------- |
| 31  |  |  | Pero Pejić         | Kukësi           |
| 14  |  |  | Stevan Račić       | Partizani Tirana |
| 13  |  |  | Elis Bakaj         | Tirana           |
| 11  |  |  | Segun Adeniyi      | Laçi             |
| 9   |  |  | Selemani Ndikumana | Tirana           |
| 8   |  |  | Marko Ćetković     | Laçi             |
| 8   |  |  | Mentor Mazrekaj    | Partizani Tirana |

### Record
- Maggior numero di vittorie:
- Minor numero di sconfitte:
- Migliore attacco:
- Miglior difesa:
- Miglior differenza reti:
- Maggior numero di pareggi:
- Minor numero di pareggi:
- Minor numero di vittorie:
- Maggior numero di sconfitte:
- Peggiore attacco:
- Peggior difesa:
- Peggior differenza reti:

## Verdetti
- Campione d'Albania:  Skënderbeu
- Qualificato alla UEFA Champions League:  Skënderbeu
- Qualificate alla UEFA Europa League:  Kukësi,  Partizani Tirana e  Laçi
- Retrocesse in Kategoria e Parë:  Elbasani e  Apolonia Fier